# Afrophyla dichordata
Afrophyla dichordata är en fjärilsart som beskrevs av W. Warren 1895. Afrophyla dichordata ingår i släktet Afrophyla och familjen mätare. Inga underarter finns listade i Catalogue of Life.